# 霍科坦
霍科坦（西班牙語：Jocotán），是危地馬拉的城鎮，位於該國東部，由奇基穆拉省負責管轄，面積148平方公里，海拔高度480米，2002年人口40,903，人口密度每平方公里276.37人。
14°49′N 89°23′W / 14.817°N 89.383°W